# سیارک ۱۱۲۲۹
سیارک ۱۱۲۲۹ (به انگلیسی: 11229 Brookebowers، نامگذاری:1999JX52) یازده هزار و دویست و بیست و نهمین سیارک کشف شده‌است که در ۱۰ مه ۱۹۹۹ کشف شد.
قدر مطلق سیارک برابر ۱۴.۸ است.